# 克里斯·沃克-赫本
克里斯·沃克-赫本（英語：Chris Walker-Hebborn；1990年7月1日—）是一位英國游泳運動員。他代表英國參加了2012年奧運會，並且還代表英格蘭參加2014年英聯邦運動會，獲得了男子接力項目的金牌。